# أمادو اونانا
أمادو زويند جورج با مفوم اونانا (بالفرنسية: Amadou Zeund Georges Ba Mvom Onana)‏ (مواليد 16 أغسطس 2001 في داكار، السنغال) هو لاعب كرة قدم بلجيكي وُلد في السنغال، يلعب مع استون فيلا في الدوري الإنجليزي الممتاز و‌منتخب بلجيكا لكرة القدم في مركز الوسط الدفاعي.